# Шаванж (кантон)
Шава́нж (фр. Chavanges) — упразднённый кантон во Франции, находился в регионе Шампань — Арденны, департамент Об. Входил в состав округа Бар-сюр-Об. Всего в кантон Шаванж входили 16 коммун, из них главной коммуной являлась Шаванж.
По закону от 17 мая 2013 и декрету от 14 февраля 2014 года количество кантонов в департаменте Об уменьшилось с 34 до 17. Новое территориальное деление департаментов на кантоны вступило в силу во время выборов 2015 года, и кантон Шаванж был расформирован. С 22 марта 2015 года все 16 коммун кантона перешли в кантон Бриен-ле-Шато.

## Коммуны кантона
| Коммуна             | Население, чел. (2006) | Почтовый индекс | Код INSEE |
| ------------------- | ---------------------- | --------------- | --------- |
| Аррамбекур          | 43                     | 10330           | 10010     |
| Байи-ле-Фран        | 32                     | 10330           | 10026     |
| Балиньикур          | 155                    | 10330           | 10027     |
| Бро                 | 110                    | 10500           | 10059     |
| Вильре              | 76                     | 10330           | 10424     |
| Донман              | 96                     | 10330           | 10128     |
| Жассен              | 151                    | 10330           | 10175     |
| Жонкрёй             | 105                    | 10330           | 10180     |
| Лантий              | 98                     | 10330           | 10192     |
| Маньикур            | 67                     | 10240           | 10214     |
| Монморанси-Бофор    | 124                    | 10330           | 10253     |
| Ольне               | 116                    | 10240           | 10017     |
| Пар-ле-Шаванж       | 70                     | 10330           | 10279     |
| Сен-Леже-су-Маржери | 63                     | 10330           | 10346     |
| Шаванж              | 667                    | 10330           | 10094     |
| Шалет-сюр-Вуар      | 139                    | 10500           | 10073     |

## Население
| 1962 | 1968 | 1975 | 1982 | 1990 | 1999 | 2006 | 2012 |
| ---- | ---- | ---- | ---- | ---- | ---- | ---- | ---- |
| 2430 | 2702 | 2425 | 2229 | 2170 | 2084 | 2013 | 1996 |